# Propano-1,3-diol
Propano-1,3-diol – organiczny związek chemiczny z grupy dioli. Jest to rozpuszczalna w wodzie, bezbarwna ciecz.

## Zastosowanie
Używany głównie jako monomer budulcowy poli(tereftalanu trimetylenu) (PTT). Poza tym wchodzi w skład niektórych artykułów przemysłowych, takich jak: kompozyty, kleje, laminaty, formy przemysłowe, sztuczne tkaniny. Jest także dobrym rozpuszczalnikiem oraz składnikiem płynów do chłodnic. Stosowany również w przemyśle kosmetycznym.